# バングラデシュ標準時
バングラデシュ標準時（バングラデシュひょうじゅんじ、ベンガル語: বাংলাদেশ মান সময়）はバングラデシュで使用されている協定世界時を6時間進めた標準時（UTC+6）である。2009年に電力危機を受けて夏時間を実施したが、バングラデシュ政府の決定によって2010年に廃止された。

## 歴史
イギリス統治下にあったベンガル地域は1858年から1941年までカルカッタ時間（UTC+5:53:20）を使用していた。
第二次世界大戦下の1940年代の短期間に下に示す一連の標準時の変更があった
。
- 1941年10月1日、UTC+6:30へ変更。

- 1942年5月15日、UTC+5:30へ変更。

- 1942年9月1日、UTC+6:30へ再び変更。

1947年にイギリスによる統治が終わるとイギリス領インド帝国はインドおよびパキスタンに分離独立した。現在のバングラデシュに当たる東パキスタンではこのとき、標準時の変更はなかった。
1951年、標準時がUTC+6:30からUTC+6へ変更された。

## 夏時間
電力・エネルギー・鉱物資源省の電力開発庁は夏時間導入計画を提案し、その後他の省庁の代表者との意見交換を行なった。この計画に対する各省庁からの回答の大部分は肯定的なものであった。夏時間導入の時期は4月と5月はHSC（Higher Secondary Certificate、高校卒業資格試験）があるため、6月とされた。最終的には6月19日の深夜に時刻を1時間進め、9月30日の深夜に元に戻すということになった。夏時間の導入目的はその時期に起こる電力不足の解消であった。当時、3800〜4000MWの発電能力に対して、4800〜5800MWの電力需要があったためである。この計画を支持した政府高官は、電力供給量を増やすより、夏時間導入によって節電を行うことの方が容易であるとしたが、最終的に電力不足は解消されずこの計画は失敗となった。夏時間導入に関して多くの批判があった。夏時間導入による時刻の変更に慣れない人も多く、中には夏時間に従わない店や企業もあった。また、電力不足による停電も改善されず不満があがった。夏時間導入によって生活時間帯の日照時間が増え、熱帯に属するバングラデシュでは逆に電力消費が増えてしまったことが計画失敗の原因と考えられている。
夏時間は予定よりも後になった2009年12月31日の深夜に終了した。その後、2010年3月31日から10月31日の期間で再び導入される予定であったが、2010年3月22日に、内閣はこの計画を破棄し、その理由として「公共の利益」を挙げ、夏時間廃止を決定した。

## IANA time zone database
IANA time zone databaseのzone.tabには、バングラデシュの標準時が1つ含まれている。
| 国コード | 座標        | TZ         | 注釈 | 協定世界時との差 | 夏時間 | 備考 |
| -------- | ----------- | ---------- | ---- | ---------------- | ------ | ---- |
| BD       | +2343+09025 | Asia/Dhaka |      | +06:00           | +06:00 |      |